# Kentaro Umeki
Kentaro Umeki, född 1982 i Miyazaki i Japan, är en japansk/svensk professor i energiteknik verksam vid Luleå tekniska universitet.
Umeki avlade civilingenjörsexamen i  "Environmental Science" vid Tokyo Institute of Technology år 2007.
Umeki var gästforskare/forskningsingenjör på KTH åren 2008-2009 och 2010-2011.
Umeki disputerade 2010 vid Tokyo Institute of Technology  med avhandlingen "Modelling and simulation of biomass gasification with high temperature steam in an updraft fixed-bed gasifier".
Sedan år 2011 är Umeki verksam vid Luleå tekniska universitet.
Umekis forskning har främst handlat om hur biomassa kan användas som energikälla för att minska utsläppen av växthusgaser.